# USA Pro Cycling Challenge 2014
La 4.ª edición del USA Pro Cycling Challenge se disputó desde el 18 hasta el 24 de agosto de 2014.
Contó con siete etapas y comenzó en Aspen, finalizando Denver tras 731 km de recorrido.
Por cuarta vez estuvo incluida en el  calendario internacional americano.
El ganador por segundo año consecutivo fue Tejay van Garderen del equipo BMC Racing (Quien además ganó la 3.ª y la 6.ª etapa). fue acompañado en el podio por Tom Danielson (Garmin Sharp) y el rumano Serghei Tvetcov (Jelly Belly-Maxxis).

## Equipos participantes
Tomaron parte de la carrera 16 equipos, siendo 5 de categoría UCI ProTeam, 4 de categoría Profesional Continental y 7 de categoría Continental. Los conjuntos estuvieron integrados por 8 ciclistas, formando así un pelotón de 128 corredores de los que finalizaron 115.
La carrera marcó el adiós al ciclismo activo para uno de los corredores más carismáticos del pelotón internacional, el alemán Jens Voigt, quien anunció que ésta era su última carrera por etapas luego de 17 temporadas compitiendo en el máximo nivel.
| Equipo                                      | Cód. UCI | Categoría               |
| ------------------------------------------- | -------- | ----------------------- |
| BMC Racing Team                             | BMC      | UCI ProTeam             |
| Cannondale                                  | CAN      | UCI ProTeam             |
| Garmin Sharp                                | GRS      | UCI ProTeam             |
| Tinkoff-Saxo                                | TCS      | UCI ProTeam             |
| Trek Factory Racing                         | TFR      | UCI ProTeam             |
| UnitedHealthcare Pro Cycling Team           | UHC      | Profesional Continental |
| Team Novo Nordisk                           | TNN      | Profesional Continental |
| Team NetApp-Endura                          | TNE      | Profesional Continental |
| Drapac Professional Cycling                 | DPC      | Profesional Continental |
| Bissell Development Team                    | BDT      | Continental             |
| Optum presented by Kelly Benefit Strategies | OPM      | Continental             |
| Jelly Belly presented by Maxxis             | JBC      | Continental             |
| Jamis-Hagens Berman                         | JSH      | Continental             |
| Hincapie Sportswear Development Team        | HSD      | Continental             |
| Team Smartstop                              | SSC      | Continental             |
| Rapha Condor-JLT                            | RCJ      | Continental             |

## Etapas
| Etapa | Fecha        | Recorrido                         | km         | Ganador            | Líder              |
| 1.ª   | 18 de agosto | Aspen-Snowmass-Aspen              | 98         | Kiel Reijnen       | Kiel Reijnen       |
| 2.ª   | 19 de agosto | Aspen-Mount Crested Butte         | 169        | Robin Carpenter    | Alex Howes         |
| 3.ª   | 20 de agosto | Gunnison-Monarch Mountain         | 155        | Tejay van Garderen | Tejay van Garderen |
| 4.ª   | 21 de agosto | Colorado Springs-Colorado Springs | 113        | Elia Viviani       | Tejay van Garderen |
| 5.ª   | 22 de agosto | Woodland Park-Breckenridge        | 168        | Laurent Didier     | Tejay van Garderen |
| 6.ª   | 23 de agosto | Vail                              | 16,1 (CRI) | Tejay van Garderen | Tejay van Garderen |
| 7.ª   | 24 de agosto | Boulder-Denver                    | 126        | Alex Howes         | Tejay van Garderen |

## Clasificaciones

### Clasificación general
| Posición      | Ciclista           | Equipo                         | Tiempo           |
| ------------- | ------------------ | ------------------------------ | ---------------- |
| Líder general | Tejay van Garderen | BMC Racing                     | 20 h 05 min 42 s |
| 2.º           | Tom Danielson      | Garmin Sharp                   | a 1 min 32 s     |
| 3.º           | Serghei Tvetcov    | Jelly Belly-Maxxis             | a 1 min 45 s     |
| 4.º           | Rafał Majka        | Tinkoff-Saxo                   | a 1 min 49 s     |
| 5.º           | Matthew Busche     | Trek Factory Racing            | a 3 min 11 s     |
| 6.º           | Joey Rosskopf      | Hincapie Sportswear            | a 3 min 31 s     |
| 7.º           | Bartosz Huzarski   | NetApp-Endura                  | a 3 min 35 s     |
| 8.º           | Carter Jones       | Optum-Kelly Benefit Strategies | a 3 min 43 s     |
| 9.º           | Ben Hermans        | BMC Racing                     | a 3 min 44 s     |
| 10.º          | Bruno Pires        | Tinkoff-Saxo                   | a 5 min 35 s     |

### Clasificación de la montaña
| Posición            | Ciclista           | Equipo              | Puntos |
| ------------------- | ------------------ | ------------------- | ------ |
| Líder de la montaña | Ben Jacques-Maynes | Jamis-Hagens Berman | 35     |
| 2.º                 | Tejay van Garderen | BMC Racing          | 27     |
| 3.º                 | Jens Voigt         | Trek Factory Racing | 26     |
| 4.º                 | Tom Danielson      | Garmin Sharp        | 20     |
| 4.º                 | Janier Acevedo     | Garmin Sharp        | 20     |

### Clasificación por puntos
| Posición         | Ciclista          | Equipo             | Puntos |
| ---------------- | ----------------- | ------------------ | ------ |
| Líder por puntos | Kiel Reijnen      | UnitedHealthcare   | 39     |
| 2.º              | Alex Howes        | Garmin Sharp       | 31     |
| 3.º              | Daniel Summerhill | UnitedHealthcare   | 23     |
| 4.º              | Serghei Tvetcov   | Jelly Belly-Maxxis | 21     |
| 5.º              | Janier Acevedo    | Garmin Sharp       | 19     |

### Clasificación de los jóvenes
| Posición | Ciclista          | Equipo              | Tiempo           |
| -------- | ----------------- | ------------------- | ---------------- |
|          | Clément Chevrier  | Bissell Development | 20 h 12 min 13 s |
| 2.º      | Ruben Zepuntke    | Bissell Development | a 3 min 30 s     |
| 3.º      | Tanner Putt       | Bissell Development | a 25 min 58 s    |
| 4.º      | Gregor Mühlberger | NetApp-Endura       | a 32 min 04 s    |
| 5.º      | Hugh Carthy       | Rapha Condor-JLT    | a 35 min 57 s    |

### Clasificación por equipos
| Posición | Equipo              | Tiempo           |
| -------- | ------------------- | ---------------- |
|          | BMC Racing          | 60 h 26 min 51 s |
| 2.º      | Garmin Sharp        | a 1 min 04 s     |
| 3.º      | Tinkoff-Saxo        | a 2 min 47 s     |
| 4.º      | Trek Factory Racing | a 3 min 54 s     |
| 5.º      | Bissell Development | a 25 min 03 s    |

## Evolución de las clasificaciones
| Etapa (Vencedor)                     | Clasificación general | Clasificación de la montaña | Clasificación por puntos | Clasificación de los jóvenes | Clasificación por equipos | Premio combatividad |
| ------------------------------------ | --------------------- | --------------------------- | ------------------------ | ---------------------------- | ------------------------- | ------------------- |
| 1.ª etapa (Kiel Reijnen)             | Kiel Reijnen          | Ben Jacques-Maynes          | Kiel Reijnen             | Clément Chevrier             | BMC                       | Daniel Summerhill   |
| 2.ª etapa (Robin Carpenter)          | Alex Howes            | Ben Jacques-Maynes          | Kiel Reijnen             | Clément Chevrier             | BMC                       | Robin Carpenter     |
| 3.ª etapa (Tejay van Garderen)       | Tejay van Garderen    | Tejay van Garderen          | Kiel Reijnen             | Clément Chevrier             | BMC                       | Michael Rogers      |
| 4.ª etapa (Elia Viviani)             | Tejay van Garderen    | Ben Jacques-Maynes          | Kiel Reijnen             | Clément Chevrier             | BMC                       | Jens Voigt          |
| 5.ª etapa (Laurent Didier)           | Tejay van Garderen    | Ben Jacques-Maynes          | Kiel Reijnen             | Clément Chevrier             | Garmin Sharp              | Benjamin King       |
| 6.ª etapa (CRI) (Tejay van Garderen) | Tejay van Garderen    | Ben Jacques-Maynes          | Kiel Reijnen             | Clément Chevrier             | BMC                       | Benjamin King       |
| 7.ª etapa (Alex Howes)               | Tejay van Garderen    | Ben Jacques-Maynes          | Kiel Reijnen             | Clément Chevrier             | BMC                       | Jens Voigt          |
| Final                                | Tejay van Garderen    | Ben Jacques-Maynes          | Kiel Reijnen             | Clément Chevrier             | BMC                       |                     |